# Afrohister scabripygus
Afrohister scabripygus är en skalbaggsart som först beskrevs av Schmidt 1889.  Afrohister scabripygus ingår i släktet Afrohister och familjen stumpbaggar. Inga underarter finns listade i Catalogue of Life.